# Chahnez M'barki
Chahnez M'barki (in arabo أنيس الونيفي‎?; 12 luglio 1981) è una judoka tunisina. Ha rappresentato la Tunisia ai Giochi olimpici estivi di Pechino 2008. Ha vinto una medaglia d'argento ai Giochi del Mediterraneo di Pescara 2009 nella categoria 48 chilogrammi.

## Palmarès
- Giochi del Mediterraneo

Pescare 2009: argento nella categoria 48 kg
- Giochi panafricani

Algeri 2007: bronzo nella categoria 48 kg
- Campionati africani

Tripoli 2001: argento nella categoria 48 kg
Tunisi 2004: bronzo nella categoria 48 kg
Port Elizabeth 2005: argento nella categoria 48 kg
Port Louis 2006: oronella categoria 48 kg
Agadir 2008: oronella categoria 48 kg
Port Louis 2009: argento nella categoria 48 kg